# Whatever (canción de Oasis)
«Whatever» es una canción de la banda de rock británica Oasis, escrita por Noel Gallagher. Publicada como sencillo en diciembre de 1994 –entre el álbum debut del grupo, Definitely Maybe, y el siguiente, (What's the Story) Morning Glory?–, llegó al puesto número 3 del chart del Reino Unido. Después de una demanda por plagio, Neil Innes fue acreditado como coautor de la canción. Aunque a inicios del año 1995, «Whatever» fue puesta como bonus track en el álbum Definitely Maybe para México, dicha canción aparece como canción extra única y exclusivamente en México.
«Whatever» ha sido presentada en vivo muchas veces, alguna de ellas con una gran sinfonía y los mismos acompañamientos que la grabación real. La versión en vivo fue adaptada a «Octopus's Garden», perteneciente al álbum Abbey Road de The Beatles. También le agregan las líneas de «All the young blues / Carry the news», haciendo referencia a la canción de Mott the Hoople «All the Young Dudes».
Las caras B de «Whatever» son bastante famosas también. Uno de ellas es «Slide Away» que ya estaba en el álbum Definitely Maybe. Las dos otras canciones «(It's Good) to Be Free» y «Half the World Away» más tarde fueron puestas en el disco The Masterplan, una colección de las mejores B-sides de Oasis. «Slide Away» y «Half the World Away» también son parte de una colección de grandes éxitos, titulada Stop The Clocks (2006) donde no estaba incluida Whatever.
«Whatever» estuvo 50 semanas en las listas de los mejores sencillos en el Reino Unido; más que cualquier otro sencillo de Oasis.
Las primeras líneas («I'm free to be whatever I / Whatever I choose / And I'll sing the blues if I want») es una muestra de la reacción de Noel Gallagher frente a la insistencias de su padre para que se una al negocio de la construcción.
La canción fue utilizada para un anuncio (de Colombia, posteriormente para España y todos los países latinoamericanos), de Coca-Cola en 2011 cantada por The Young People's of New York Chorus. El concepto del anuncio es mostrar una situación favorable por cada desfavorable sobre distintos hechos de la vida cotidiana en todo el mundo.

## Lista de canciones
CD sencillo (CRESCD 195)

| N.º   | Título                   | Duración |  |
| 1.    | «Whatever»               | 6:21     |  |
| 2.    | «(It's Good) to Be Free» | 4:18     |  |
| 3.    | «Half the World Away»    | 4:25     |  |
| 4.    | «Slide Away»             | 6:31     |  |
| 21:35 |                          |          |  |

Vinilo de 12″ (CRE 195T)

| N.º   | Título                   | Duración |  |
| 1.    | «Whatever»               | 6:14     |  |
| 2.    | «(It's Good) to Be Free» | 4:15     |  |
| 3.    | «Slide Away»             | 6:19     |  |
| 16:48 |                          |          |  |

Vinilo de 7″ (CRE 195), Sencillo en CD cardsleeve (HES 661079 1), Casete (CRECS 195)

| N.º   | Título                   | Duración |  |
| 1.    | «Whatever»               | 6:20     |  |
| 2.    | «(It's Good) to Be Free» | 4:19     |  |
| 10:39 |                          |          |  |

CD Maxi-sencillo Japón (ESCA 6127)

| N.º   | Título                                                | Duración |  |
| 1.    | «Whatever»                                            | 6:20     |  |
| 2.    | «(It's Good) to Be Free»                              | 4:21     |  |
| 3.    | «Fade Away»                                           | 4:14     |  |
| 4.    | «Listen Up»                                           | 6:40     |  |
| 5.    | «Half the World Away»                                 | 4:23     |  |
| 6.    | «I Am the Walrus» (Live at Glasgow Cathouse June '94) | 8:16     |  |
| 34:14 |                                                       |          |  |

Sencillo en CD Australia (6610792), Casete Australia (661079 8)

| N.º   | Título                   | Duración |  |
| 1.    | «Whatever»               | 6:14     |  |
| 2.    | «(It's Good) to Be Free» | 4:15     |  |
| 3.    | «Half the World Away»    | 4:23     |  |
| 14:52 |                          |          |  |

CD promocional (SAMP 2529)

| N.º   | Título                     | Duración |  |
| 1.    | «Whatever» (Radio Edit)    | 3:58     |  |
| 2.    | «Whatever» (Álbum Version) | 6:20     |  |
| 10:18 |                            |          |  |

Vinilo promocional de 12″ (CRE195TP), CD promocional (SDCI 80977)

| N.º  | Título     | Duración |  |
| 1.   | «Whatever» | 6:21     |  |
| 6:21 |            |          |  |

## Posiciones en listas
| Año  | Listas                             | Posición |
| ---- | ---------------------------------- | -------- |
| 1994 | Official UK Singles Chart          | 3.ª      |
| 1994 | Official Sweden Singles Chart      | 10.ª     |
| 1994 | Official Switzerland Singles Chart | 24.ª     |
| 1994 | Official German Singles Chart      | 73.ª     |

- Datos: Q48504